# Rue Glinka (Saint-Pétersbourg)
La rue Glinka (Улица Гли́нки) est une rue de Saint-Pétersbourg dans le district de l'Amirauté dans le cœur historique de la ville. Elle commence quai de la Moïka et se termine perspective Rimski-Korsakov. 

## Histoire du nom
En 1739  la rue s'appelle la rue du Régiment de la Marine, car une caserne de la Marine s'y trouvait. En 1769, elle s'appelle la rue Saint-Nicolas (Nikolskaïa) pour sa proximité avec la collégiale du même nom, la cathédrale Saint-Nicolas-des-Marins.
Elle prend son nom actuel le 20 novembre 1892 en l'honneur du compositeur Mikhaïl Glinka, pour les cinquante ans de la première de l'opéra Rouslan et Ludmila. Ce fut la première rue de la ville à changer de nom en l'honneur d'une personnalité.

## Histoire
La rue a été tracée dans première moitié du XVIIIe siècle. Entre 1909 et 2006, la rue est parcourue par une ligne de tramway.

## Édifices remarquables

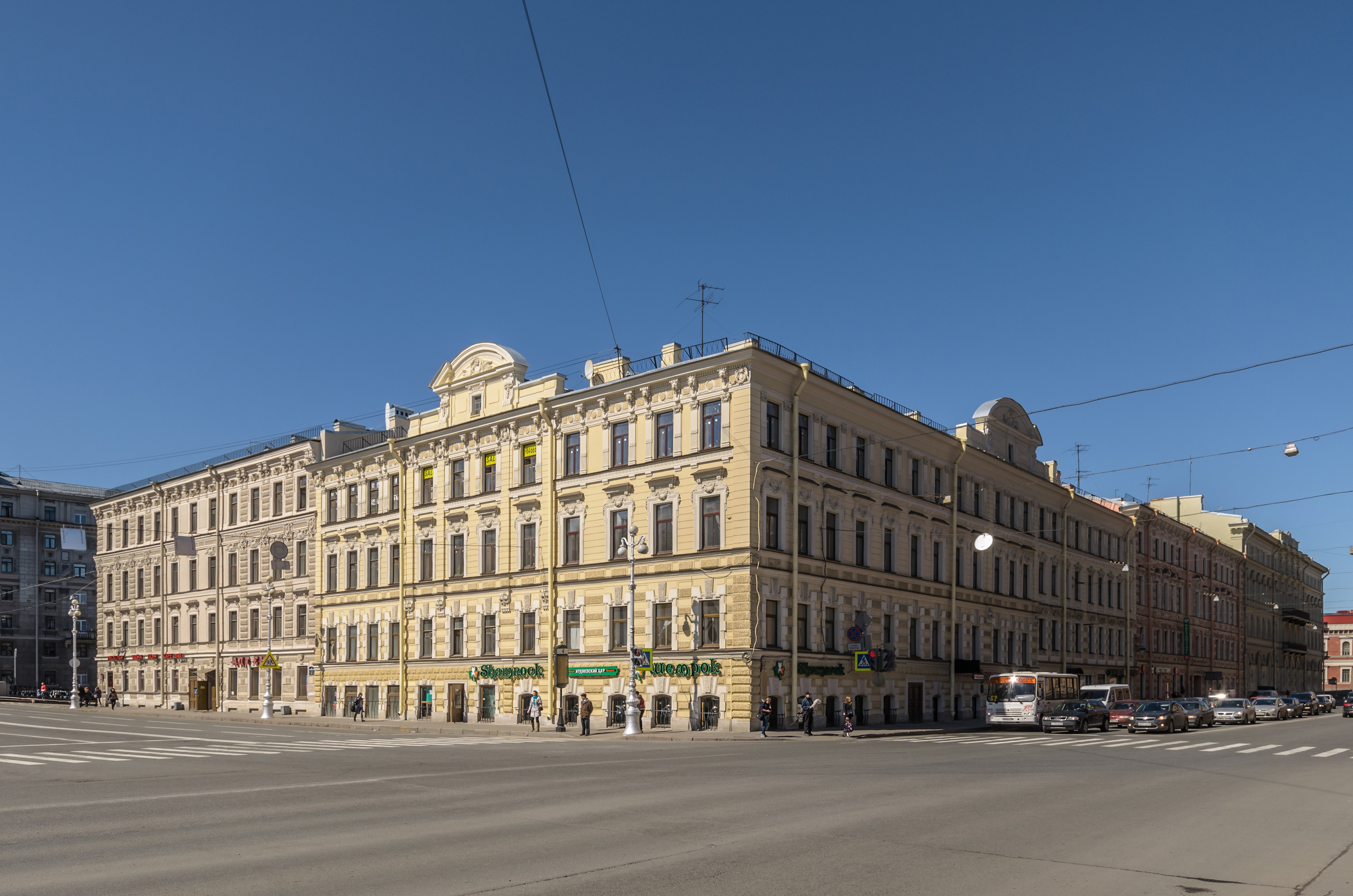
Immeuble Nemkov.

- N° 1: Immeuble de rapport Vietinghoff (1855-1856) construit par Karl Anderson[3]
- N° 4: Maison Mordvinov, fin du XVIIIe siècle, reconstruit en 1895 par l'architecte David Visconti[4],[5],[6]
- N° 6: Hôtel Stiegelski construit à la fin du XVIIIe siècle, reconstruit en 1857-1858 par Ludwig Bondstedt[7]
- N° 8: Bâtiment du secrétaire d'État du royaume de Pologne de la première moitié du XIXe siècle, reconstruit en 1845-1847 par Ieronime Korsine[8]
- Théâtre Mariinsky
- Conservatoire Rimski-Korsakov de Saint-Pétersbourg
- N° 13: Palais du grand-duc Cyrille Vladimirovitch[9]
- Cathédrale Saint-Nicolas-des-Marins[10]
- Pont des Baisers

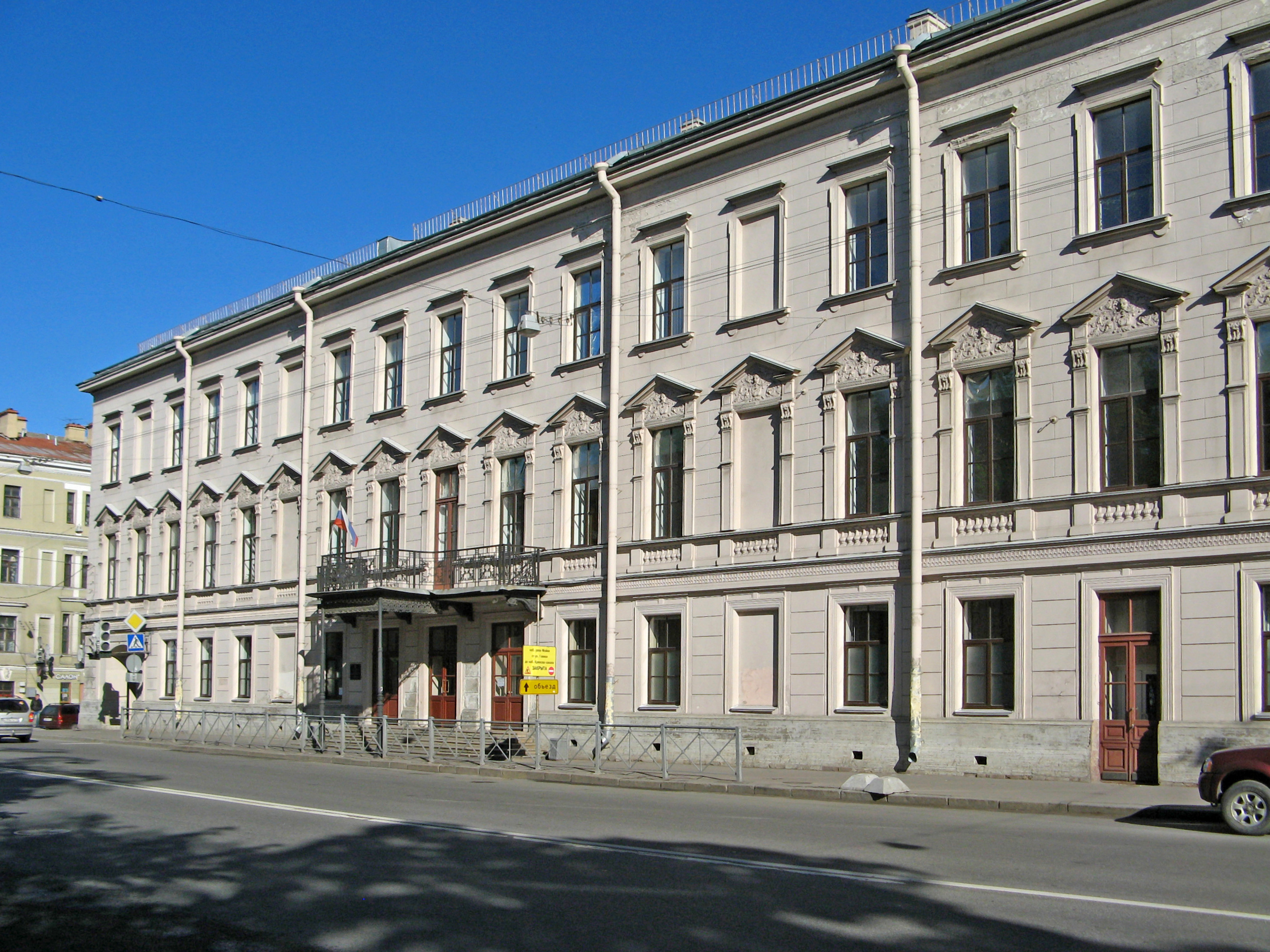
N° 8 rue Glinka
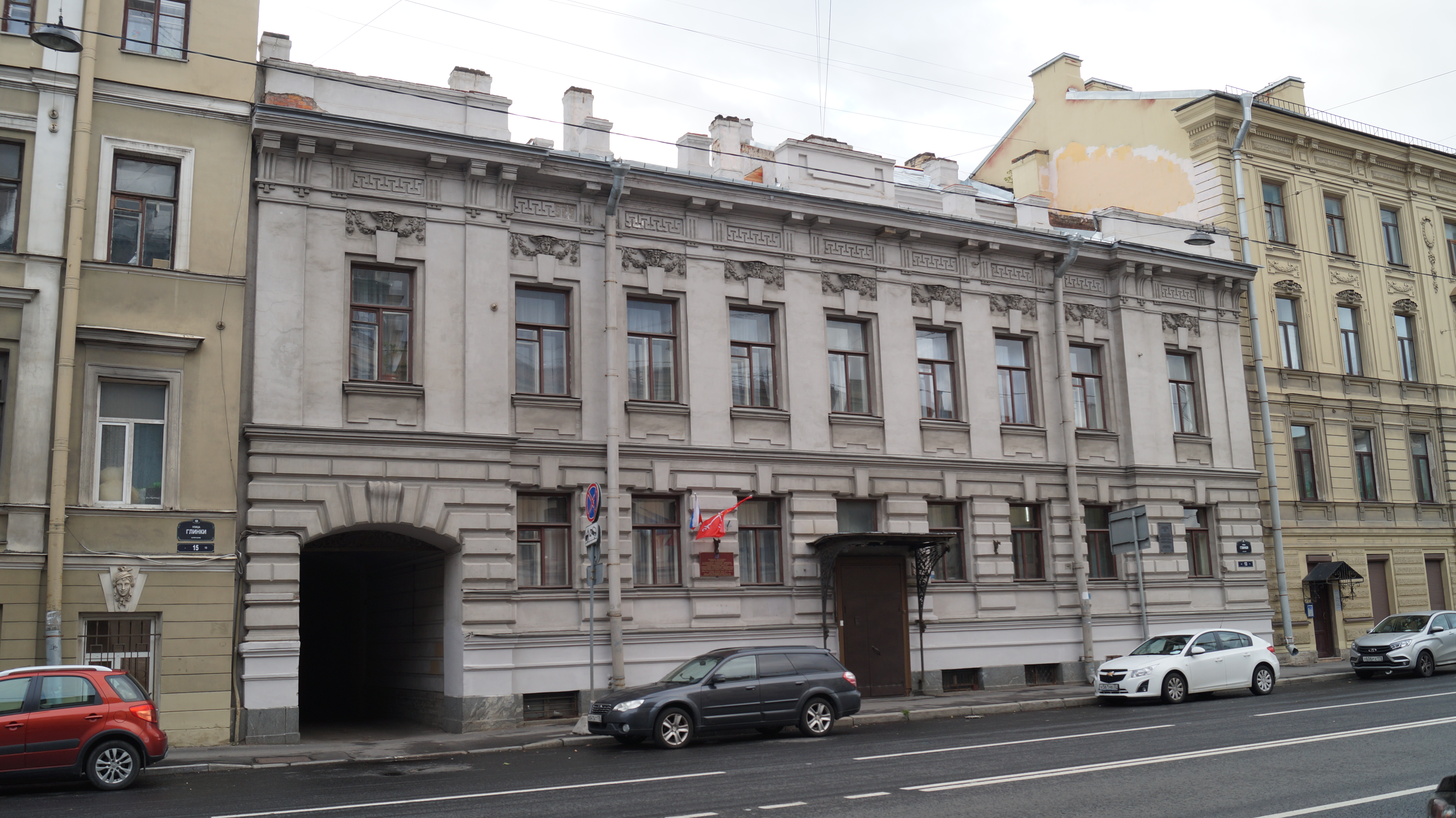
Hôtel particulier du grand-duc Cyrille
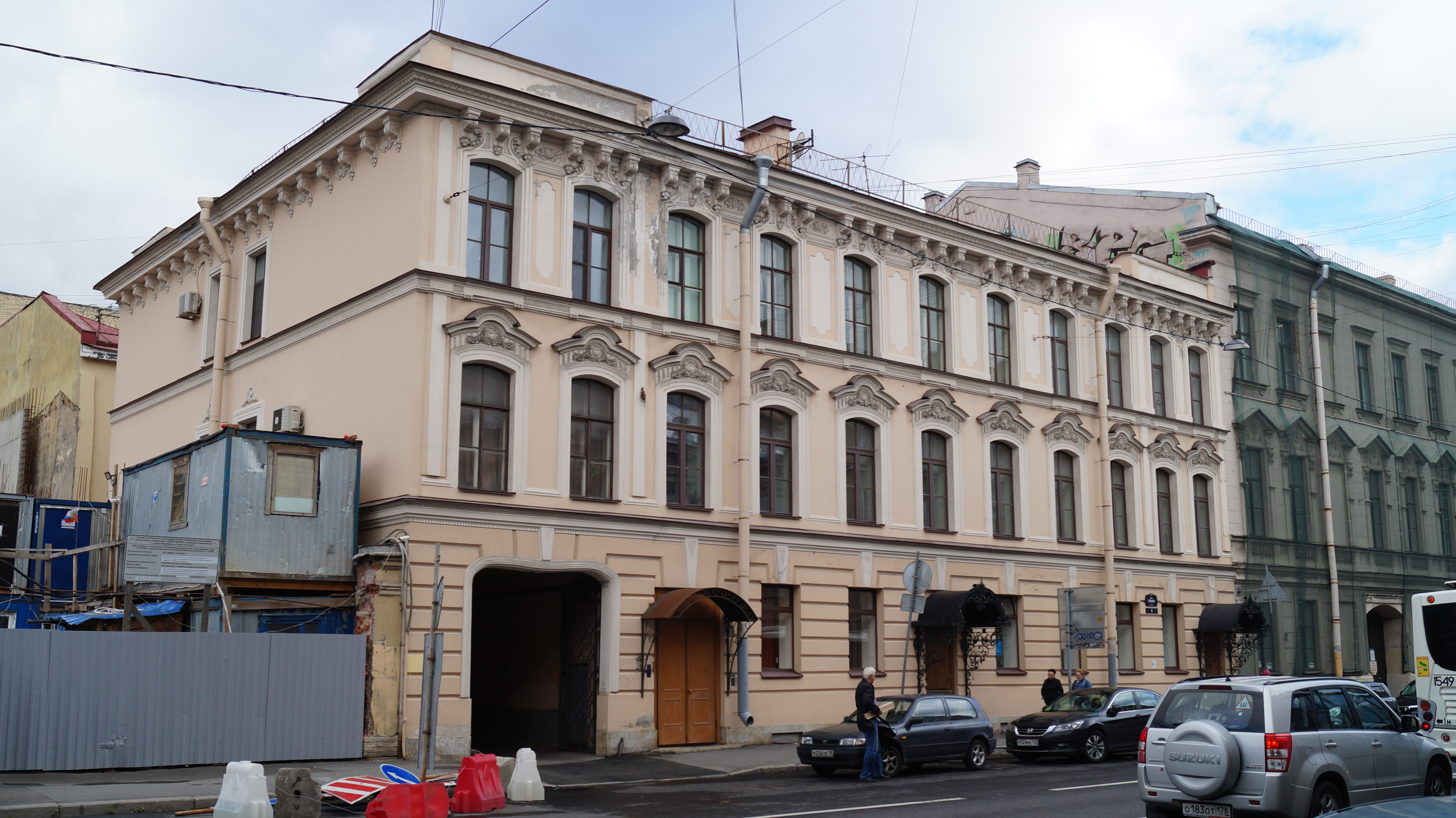
Hôtel particulier Chtchtiguelski